# Övraby
Övraby är kyrkbyn i Övraby socken i Tomelilla kommun. Mellan 2015 och 2020 samt åter från 2023 avgränsade SCB här en småort.
I Övraby finns Övraby mölla och Övraby borg, ett slott och gods samt Övraby kyrka från 1100-talet. I altaret finns en al frescomålning från 1100-talet som framställer Kristus som världens härskare, Kristus pantokrator.